# 197. pr. Kr.
◄ | 3. stoljeće pr. Kr. | 2. stoljeće pr. Kr. | 1. stoljeće pr. Kr. | ►
◄ | 220-ih pr. Kr. | 210-ih pr. Kr. | 200-ih pr. Kr. | 190-ih pr. Kr. | 180-ih pr. Kr. | 170-ih pr. Kr. | 160-ih pr. Kr. | ►
◄◄ | ◄ | 200. pr. Kr. | 199. pr. Kr. | 198. pr. Kr. | 197 pr. Kr. | 196. pr. Kr. | 195. pr. Kr. | 194. pr. Kr. | ► | ►►
Astronomija

## Događaji
- Drugi makedonski rat završio mirom u Tempi, porazom makedonskog kralja Filipa V. i pobjedom rimskog generala Titusa Quinctiusa Flamininusa u bitki kod Cynoscephalae.
- Ustanak španjolskih plemena, od kojih je najznačajniji bio luzitanski ustanak pod vođstvom Varijata; širenje sirijskog kraljevstva u Maloj Aziji

## Rođenja
- Eumenes II., kralj Pergama († 159. pr. Kr.)

## Vanjske poveznice
|  | Zajednički poslužitelj ima još gradiva o temi 197. pr. Kr. |